# خ
La jāʾ o ḫāʾ(en árabe ﺧﺎء, jāʾ [xaːʔ]) es la séptima letra del alfabeto árabe. Representa un sonido obstruyente, fricativo, velar y sordo, /x/, igual al de la jota en español.
En la numeración abyad tiene el valor de 600.

## Historia
Es una de las seis letras del alfabeto árabe que se añadió a las 22 heredadas del alfabeto fenicio; las otras son ṯāʾ (ث), ḏāl (ذ), ḍād (ﺽ), ẓāʼ (ظ) y ġayn (غ); y es, en esencia, una variante de la ḥāʾ (ح).

## Transliteración
Debido a que no está presente en francés ni inglés, la transliteración más común de palabras con este sonido suele ser kh. Por ejemplo, la capital de Sudán es escrita en francés como «Khartoum» y en inglés «Khartum» o «Khartoum» (del árabe الخرطوم al-jarṭūm), sin embargo esta debe escribirse en español Jartum, como recomienda el Diccionario Panhispánico de Dudas, ya que el español ya tiene una letra para representar este sonido. En arabismos antiguos del idioma castellano (los cuales sufrieron el Reajuste de las sibilantes), la letra j también representa la letra árabe ش (léase shin), que actualmente es más común traducir con el dígrafo sh. Un ejemplo es la palabra «jeque», o xeque en castellano antiguo (en árabe شيخ sheij), transliterado al inglés como «sheikh» y al francés como «cheikh».
En las transliteraciones del árabe al hebreo, خ se transcribe como ח׳. Este sonido existe en los idiomas ruso y griego, y se transcribe con las letras cirílicas х (ja) y griega χ (ji) respectivamente.
En alemán, la خ, se transcribe con el dígrafo Ch, que tiene entre sus sonidos posibles el de una j española. Por ejemplo la propia capital de Sudán, se le escribe Chartum (del árabe الخرطوم al-jarṭūm). Aunque actualmente se transcribe mayoritariamente a la forma inglesa Khartum.

## Historia
Es una de las seis letras del alfabeto árabe que se añadió a las 22 heredadas del alfabeto fenicio; las otras son ṯāʾ (ث), ḏāl (ذ), ḍād (ﺽ), ẓāʼ (ظ) y ġayn (غ); y es, en esencia, una variante de la ḥāʾ (ح).